# Schizopyga circulator
Schizopyga circulator är en stekelart som först beskrevs av Georg Wolfgang Franz Panzer 1800.  Schizopyga circulator ingår i släktet Schizopyga och familjen brokparasitsteklar. Enligt den finländska rödlistan är arten nära hotad i Finland. Arten är reproducerande i Sverige. Artens livsmiljö är myrar.

## Underarter
Arten delas in i följande underarter:
- S. c. meridionator
- S. c. pulchra